# 崔㥄
崔㥄（494年—554年），字长孺，清河郡东武城县（今河北省衡水市故城县）人，出自清河崔氏定著六房之一的清河大房，抚军将军、殿中尚书、文贞侯崔休长子，北魏、东魏、北齐官员。

## 生平
崔㥄貌美健谈，人称他胸中藏有万卷書。初任太学博士，后来回乡。高欢在信都郡起兵，任用他为咨议参军。他建议废黜魏节闵帝。魏孝武帝即位後，任用他为黄门郎。因为贪污被弹劾，逃回故乡。东魏天平年间，担任徐州刺史，还是贪赃枉法。崔㥄经常以门第而自负，对卢元明说：“天下望族，只有我和你罢了，有博陵崔氏和赵郡李氏什么事！”崔暹听说后怀恨在心。高欢死后，他讥讽其子高澄为黄颌小儿，被下狱。他在狱中许诺和陈元康结为姻亲，于是陈元康劝高澄将他放出。北齐建立，齐文宣帝高洋以他为侍中，监起居，别封新丰县男，食邑二百户。天保五年，出任东兖州刺史，他纵容侍妾冯氏贪污，被弹劾，冯氏被斩，崔㥄病卒在狱中。

## 其他
卢尚之曾打算将长女嫁给崔㥄，崔休为自己弟弟崔夤的儿子崔长谦向卢尚之的次女求婚，崔休说：“家庭赖以维持的规则多由已婚妇女决定，我希望让一对姐妹分别作两个兄弟的妻子。”卢尚之为其情义而感动，就让两个女儿同日成婚。

## 门第
崔㥄被释昙刚《山东士大夫类例》评定为甲姓中的第一甲门，与崔亮相当，次于崔休兄弟和崔肇师。

## 家庭

### 兄弟姐妹
- 崔仲文，北齐散骑常侍、光禄大夫
- 崔叔仁，东魏骠骑将军、颍州刺史
- 崔叔义，北魏尚书库部郎
- 崔子侃，东魏兼通直常侍、聘梁使
- 崔子植，冀州别驾
- 崔子聿，东魏东莞郡太守
- 崔子度
- 崔子约，北齐考功郞、新丰县男
- 崔氏，嫁北魏秘书郎中元稚舒，江阳王元乂之子
- 崔氏，嫁北齐定州刺史、博陵文简王高济

### 夫人
- 范阳卢氏，北魏前将军、光禄大夫卢尚之长女

### 子女
- 崔瞻，北齐骠骑大将军、银青光禄大夫、武城文公
- 崔氏，嫁东魏骠骑大将军、开府仪同三司、光禄勋、宜阳孝武王元景植[6]

## 延伸阅读
[在维基数据编辑]
 《北齊書·卷23》，出自李百药《北齊書》